# Cambridgea foliata
Cambridgea foliata là một loài nhện trong họ Stiphidiidae.
Loài này thuộc chi Cambridgea. Cambridgea foliata được Ludwig Carl Christian Koch miêu tả năm 1872.